# ロック・ウェルフテル
ロック・ウェルフテル（Rock Werchter）は毎年7月に、ベルギーのウェルフテルにあるウェルフテル・フェスティバル・パークで開催される音楽フェスティバル。ロック、ポップ、ヒップホップ、エレクトロニック、ダンス・ミュージックなどのアーティストが出演するオールジャンルのフェスティバルで、4日間で約15万人を動員するベルギー最大級の音楽イベントである。

## 概要
1976年、第1回のロック・ウェルフテルがルーヴェン近郊のウェルフテル村で開催された。最初はBanzaiとKandaharが出演する1日限りのイベントとしてスタートしたが、長い年月をかけてベルギー最大級の音楽フェスへと発展してきた。元々は「Torhout-Werchter」と呼ばれるフェスティバルで、ベルギー国内の異なる2会場で同時開催されていた。1999年、Torhoutの会場は廃止され、それ以降はWerchterのみで開催されている。2003年以降、創始者のHerman SchueremansがフェスティバルをLive Nationに売却し、現在は4日間のフェスティバルとなっている。売却後もHerman Schueremansはイベントの主催者として運営に携わっている。

## ギャラリー

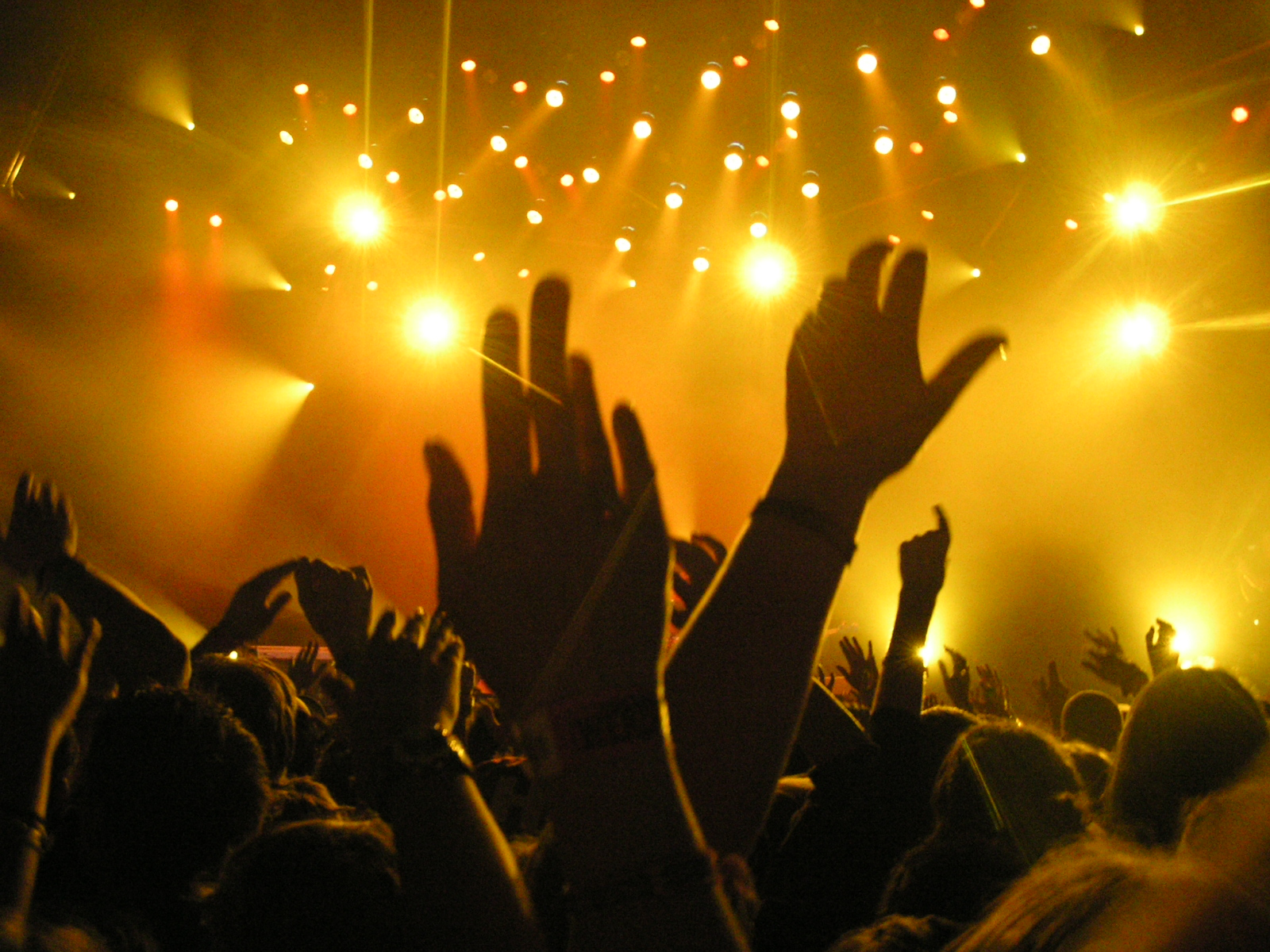
2006
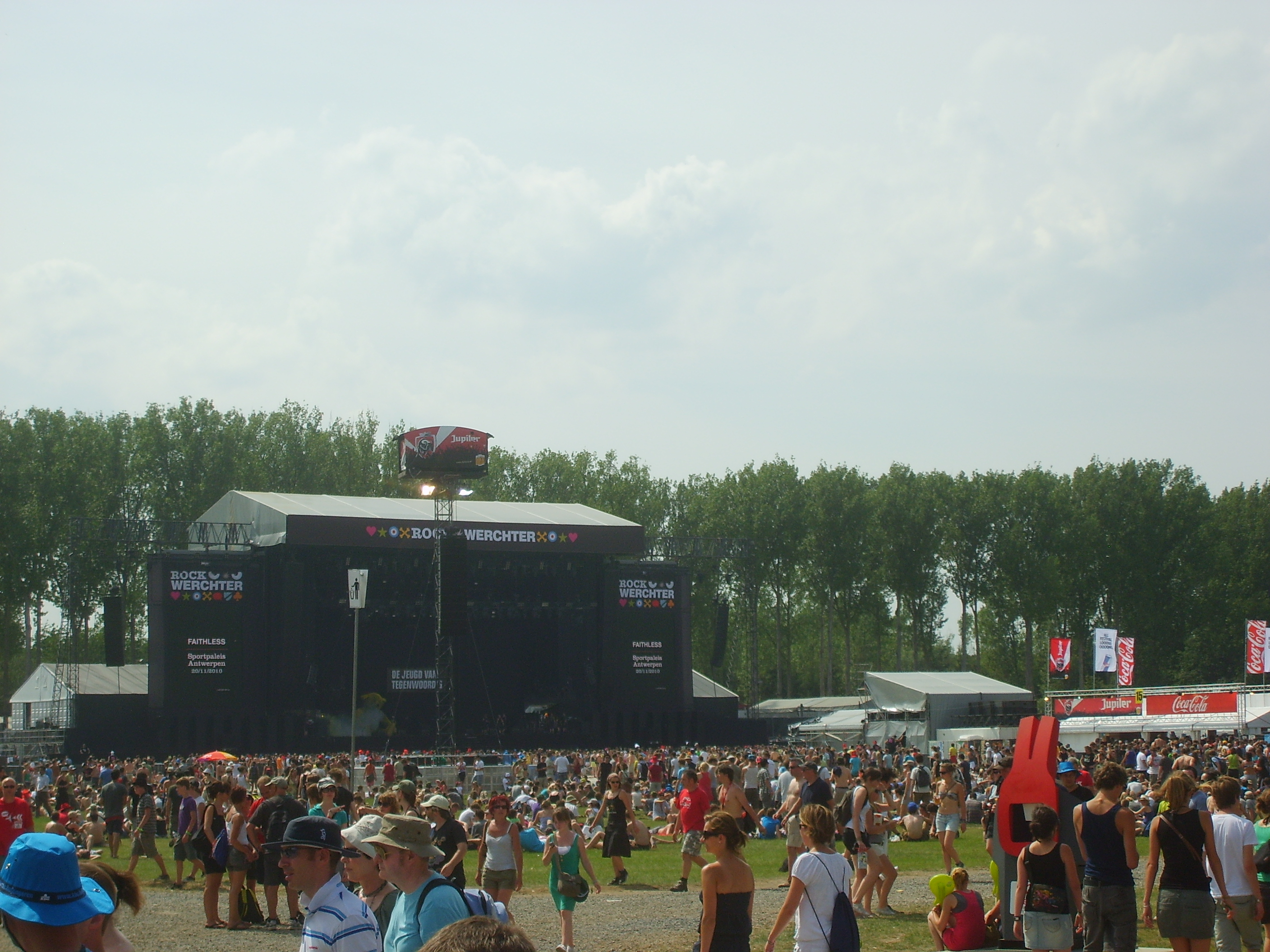
2010
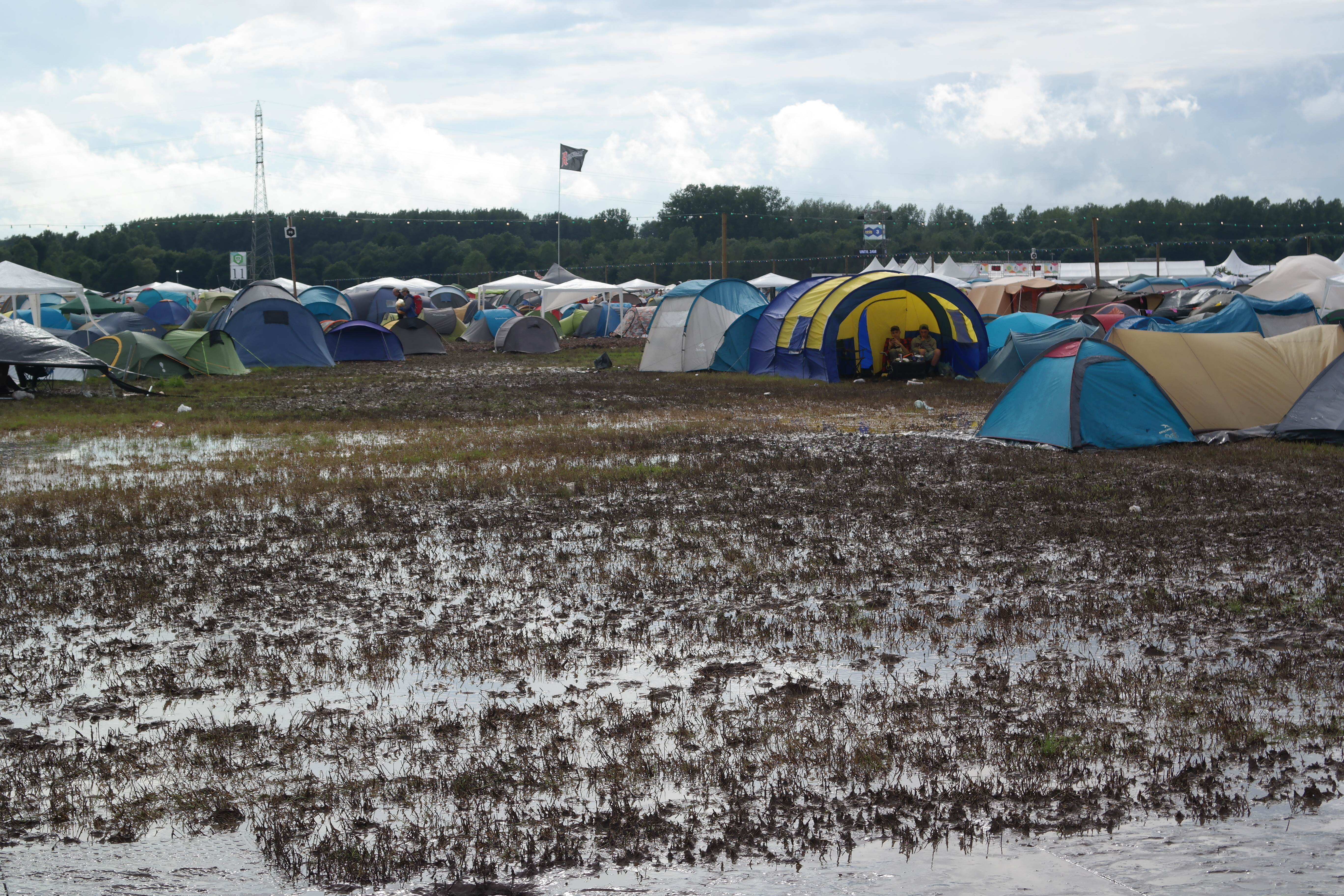
2016
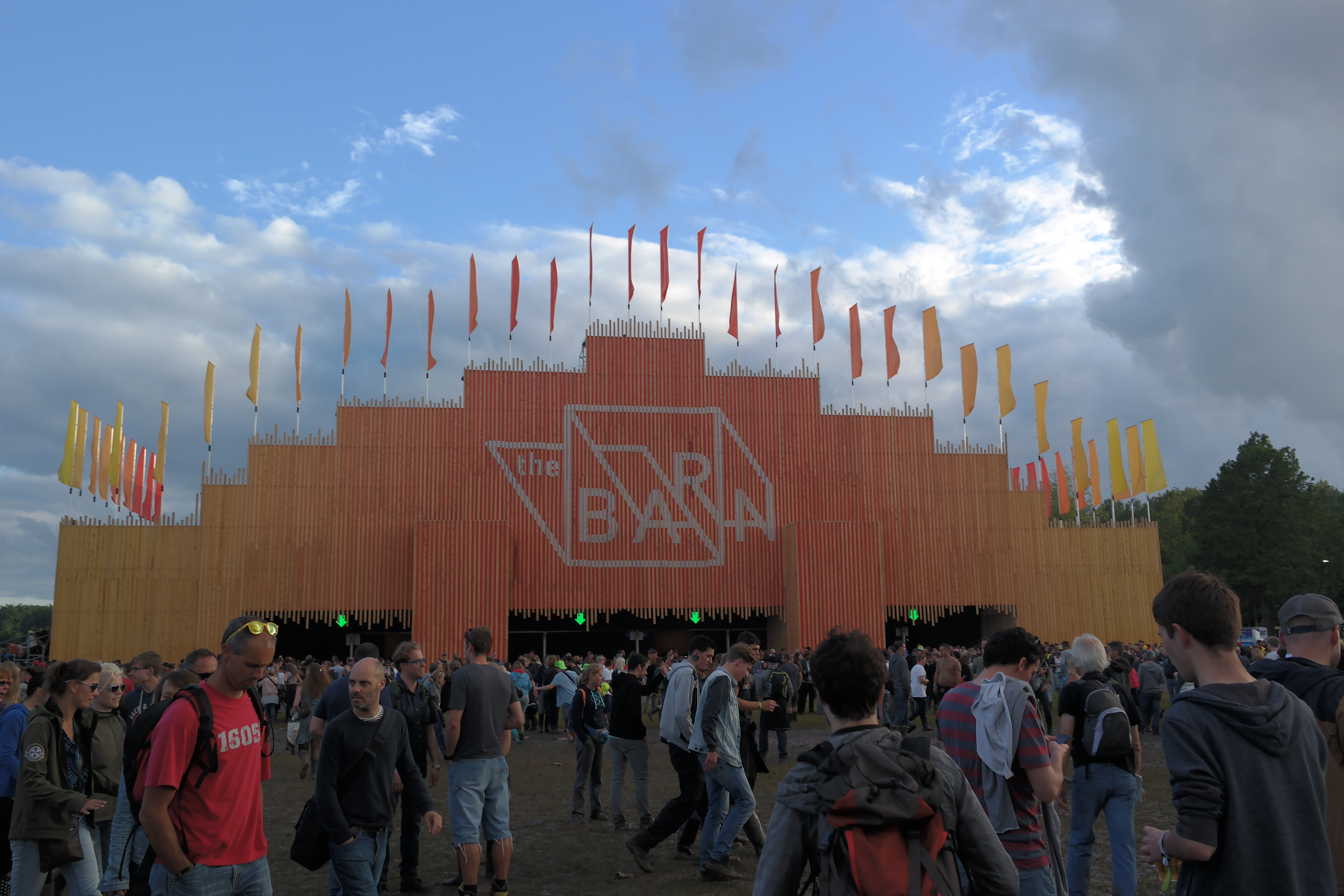
2016